# Renato Miglioli
Renato Miglioli (Caronno Varesino, 3 ottobre 1921 – Milano, 6 luglio 2007) è stato un calciatore e allenatore di calcio italiano, di ruolo centrocampista.

## Carriera

### Calciatore
Comincia a giocare con la formazione della Pirelli Milano, composta prevalentemente da operai dell'omonima azienda, con cui scala le categorie fino alla Serie C. Viene poi acquistato dal Catania, sempre in Serie C, dove disputa 7 gare siglando 4 reti.
Lo scoppio della seconda guerra mondiale lo obbliga alla sospensione dell'attività sportiva per adempiere alla chiamata alle armi. Al termine degli eventi bellici riprende a giocare nella Gallaratese, in Serie B, dove disputa un campionato (stagione 1946-1947).
Nell'estate 1947 viene acquistato dall'Atalanta, con cui esordisce in Serie A (il 14 settembre 1947 in occasione del successo interno sul Bari), e disputa due stagioni da titolare per poi passare all'Inter nel 1949.
Con i nerazzurri milanesi resta per tre anni ritagliandosi spazi nel centrocampo per poi trasferirsi al Novara, sempre nel massimo campionato, nel 1952.
Dopo un biennio con i piemontesi e 7 campionati di massima serie consecutivi nel 1954 accetta di scendere di categoria passando al Lanerossi Vicenza, dove contribuisce alla vittoria del campionato e alla conseguente promozione in serie A.
Dopo un'altra stagione in massima serie coi veneti, chiude la carriera di calciatore con la Cremonese in Serie C, dopo aver totalizzato complessivamente 233 presenze e 31 reti in Serie A e 58 presenze e 8 reti in Serie B.

### Allenatore
Nella stagione 1956-1957, mentre è ancora in attività come calciatore, assume la guida tecnica della Cremonese in sostituzione di Géza Boldizsár. Resta sulla panchina dei grigiorossi anche all'inizio della stagione successiva, venendo sostituito a dicembre da Giorgio Granata ed Ercole Bodini.

## Palmarès
- Campionato italiano di Serie B: 1

L.R. Vicenza: 1954-1955